# Guillaume III Le Roux
Pour les articles homonymes, voir Guillaume Le Roux.
Guillaume Le Roux (mort en 1532) est seigneur de Bourgtheroulde et abbé d'Aumale au début du XVIe siècle.

## Biographie
Guillaume Le Roux est le fils aîné de Guillaume II Le Roux († 1520), conseiller à l'Échiquier (1499) puis au Parlement de Normandie, seigneur de Becdal, Acquigny, Saint-Aubin-d'Écrosville et Bourgtheroulde et de Jeanne Jubert. Il a quatorze frères et sœurs dont Claude Ier Le Roux († 1537), vicomte d'Elbeuf, conseiller au Parlement de Normandie et Nicolas Ier Le Roux († 1561), doyen de Rouen, prieur du Mont-aux-Malades, abbé commendataire du Val-Richer (1540) puis d'Aumale (1532 puis de 1550 à 1561).
Georges d'Amboise, archevêque de Rouen le fait un des chanoines de sa chapelle de Gaillon. Georges II d'Amboise lui obtient du roi l'abbaye d'Aumale. Il en devient en 1517 le premier abbé commendataire, y fait élever le logis abbatiale et reconstruire de nombreux bâtiments dont la grande porte de l'abbaye.
Sitôt son père décédé, en 1520, il fit casser l'acte de 1515 et, après arrangement avec son frère cadet Claude Ier, recouvra en 1521 son droit d'aînesse et la plupart des biens auxquels il pouvait prétendre.
Guillaume poursuit les travaux d'embellissement et achève l'œuvre de son père, l'hôtel de Bourgtheroulde à Rouen. Dans la cour intérieure, sur la gauche, la galerie d'Aumale présente un décor sculpté Renaissance d'une rare qualité. Il y a fait représenter la fameuse entrevue du Camp du Drap d'Or entre François Ier et Henri VIII d'Angleterre, à laquelle il participe. Au niveau de la toiture, une seconde série de Bas-reliefs illustre le poème allégorique des triomphes de Pétrarque.
Il décède en 1532 et est inhumé dans la collégiale Saint-Laurent de Bourgtheroulde.